# Edward Mann Langley
Edward Mann Langley (22. Januar 1851 – 9. Juni 1933) war ein britischer Mathematiker und Schullehrer.
Langley wurde in Buckden in der Grafschaft Huntingdonshire (heute Teil Cambridgeshires) geboren und erhielt seine Schulausbildung an Bedford Modern School. Anschließend studierte er an der University of London und erhielt dann ein Stipendium, um am Trinity College der University of Cambridge Mathematik zu studieren. Dort wurde er 1878 elfter Wrangler (Elftbester seines Abschlussjahrgangs). Nach Abschluss seines Studiums ging er zurück nach Bedford und arbeitete an seiner alten Schule von 1878 bis 1918 als Mathematiklehrer. Zu seinen Schülern in dieser Zeit gehörte der Mathematiker und Science-Fiction-Autor Eric Temple Bell (1883–1960), den er für die Mathematik begeisterte.
Von 1885 bis 1893 war er Sekretär der Mathematical Association und gründete 1894 die von ihr herausgegebene Zeitschrift The Mathematical Gazette, die er in den ersten beiden Jahren auch als Herausgeber betreute. In der Mathematik ist eine elementargeometrische Aufgabe, die er 1922 in der Mathematical Gazette veröffentlichte, heute als Langleys Problem bekannt.
Langley betätigte sich auch als Botaniker und galt als Spezialist für Hybridisierung. Eine Brombeersorte wurde nach ihm benannt.
Langley verstarb am 9. Juni 1933 im Alter von 82 Jahren in Bedford.